# Mateo (obra de teatro)
Mateo es una obra teatral perteneciente al mega género grotesco criollo, del escritor argentino Armando Discépolo. Narra la historia de un inmigrante italiano alojado en un conventillo en la ciudad de Buenos Aires, y que vive sobre la base del poco dinero que gana con su caballo, Mateo, debido a la introducción del automóvil, aparte de que sus hijos no se preocupan por conseguir un trabajo. El conflicto de la obra se presenta cuando un amigo del protagonista, quien había logrado triunfar en la Argentina, además de su trabajo legal gracias al robo, le comenta que si quiere puede conseguirle contactos para salir adelante, mostrando un dilema moral sobre el honor.
El nombre "Mateo" fue el que se popularizó después de la obra para los carruajes en la ciudad de Buenos Aires.

## Personajes
- Miguel: Protagonista de la obra. Por tradición familiar conduce el carruaje con su caballo Mateo. La aparición del automóvil en la Buenos Aires de aquella época, no sólo hace que su negocio se derrumbe sino que también le provoca un fundamentalismo sobre su trabajo. Cuando ve que la miseria llega a su familia, luego de no tener a quién pedir prestado dinero, accede a la recomendación de un amigo suyo de entrar a los negocios ilegales.

- Carmen Alavher: Esposa de Miguel, sólo se queda en su casa y  es una persona humilde.

- Carlos: Hijo mayor de Miguel. Al principio no se lo ve preocupado por conseguir un trabajo, aunque al final de la obra consigue uno de Chofer (contraponiéndose a la voluntad de su padre) logrando salvar a su familia.

- Lucía: Hija de Miguel. Gasta plata en maquillaje y ropa, provocando el enojo de su padre.

- Chichilo: Hijo menor de Miguel. Sueña con ser un boxeador reconocido y así lograr ayudar a su padre.

- Severino: Amigo de Miguel. Logra salir de la pobreza gracias al robo, y muestra la adaptación a la nueva sociedad que su amigo no consiguió.

- El loro: Ladrón, lo induce a Miguel a robar.

- Narigueta: Ladrón. El origen de su apodo, aunque no referido en la obra, puede suponerse por un atributo físico o bien, por su habilidad en la mentira.

- Mateo: Caballo de Miguel. Aparece en el segundo cuadro y debe ser interpretado como un personaje más, ya que Miguel le dirige un monólogo en el que el equino muestra emociones. Su dueño le tomó más aprecio que a sus hijos, ya que este, siendo viejo logra ganar el sueldo que apenas mantiene a la familia

- Datos: Q6005824